# Antonio Placido Torresi
Antonio Placido Torresi (Catania, 19 gennaio 1951 – Firenze, 11 dicembre 2012) è stato un pittore, restauratore e critico d'arte italiano.

## Biografia
Figlio dell'avvocato Alfio e della pianista Franca Pappalardo, dopo gli studi liceali nella città natale, nel 1971 si iscrisse all'Accademia di Belle Arti a Firenze.
Qui seguì i corsi di pittura e soprattutto quelli di scenografia tenuti da Ferdinando Ghelli, diplomandosi nel 1975 per l'appunto in scenografia, con una tesi sui maestri del surrealismo.

### Prime mostre e primo stile pittorico
Tenne la prima personale di pittura nel 1974 presso la galleria “Guelfa” di Firenze (complessivamente ne allestirà 48 in Italia e all'estero): dipingeva allora in prevalenza le cosiddette “bambole”, figure femminili scomposte e spiritosamente riassemblate con un taglio quasi fumettistico. In quegli anni eseguirà anche, usando il medesimo taglio “cloisonné”, alcune composizioni sacre di grande misura: ricordiamo Annunciazione (Acireale, Monastero della Visitazione), La Madonna del Vento (Ferrara, Casa Betania - Parrocchia di S. Maria in Vado), Annunciazione e Resurrezione (Ferrara, Seminario Arcivescovile).

### Evoluzione dello stile
Vinto un concorso statale nel 1977, lavorò quindi per molti anni per il Ministero dei Beni Culturali a Firenze, sia presso la Galleria degli Uffizi e – soprattutto – all'Opificio delle Pietre Dure, dove fu restauratore di dipinti conservati in chiese e musei della Toscana.
All'inizio degli anni ottanta, forse grazie anche alla stretta amicizia con il più anziano pittore George Soppelsa (italo-americano che allora viveva a Firenze) Torresi mutò il proprio stile, legandosi alla corrente del Postmoderno nella sua fase di rivisitazione della grande architettura e scenografia italiana, soprattutto in un'ottica surrealista e neo-metafisica e legata in genere ad una curiosa ambientazione marina, dove trasfigurava i ricordi della sua infanzia nel Mediterraneo.
La sua colta pittura si richiamava così nel contempo alla Magna Grecia e a Pompei, al Rinascimento e al Quadraturismo barocco, come nei cosiddetti “teatrini”, deliziose composizioni ad olio dalla forte connotazione da “maquette” scenografica, ambientate spesso nel mar Mediterraneo, con richiami stilistici rivolti ai grandi Novecentisti, da de Chirico a Carrà a Gigliotti Zanini.

### Scritti specialistici
Conosciuto nell'agosto 1987 il critico d'arte Lucio Scardino, titolare della casa editrice Liberty house di Ferrara, fu da lui stimolato a rendere pubbliche le sue esperienze legate alla tecnica dei pittori le cui opere andava restaurando: nacquero così due volumi I dipinti dell'Ottocento e del Novecento. Note sulla tecnica e sul restauro e I colori della peste. Tecnica e restauro dei dipinti del Seicento, ben presto esauriti.
Appassionatosi all'argomento, Torresi iniziò quindi a dedicarsi allo studio di antichi, quanto inediti ricettari di tecnica artistica conservati in biblioteche pubbliche dell'Emilia e della Toscana, dei quali egli curava la trascrizione, un glossario dei termini ricorrenti e stendeva una introduzione dal taglio squisitamente divulgativo, cercando di rivolgersi a lettori che andassero all'infuori di un'accademica cerchia di addetti ai lavori. Tra i volumi con la sua curatela ricordiamo: A far littere de oro, Tecnica artistica a Siena, Il ricettario Bardi, Osservazioni sulla scultura antica, Il ricettario Tomasi, Il ricettario Medici, Su carta.
L'analisi delle fonti artistiche lo portò quindi alla riedizione di trattati pubblicati da pittori quali Gaetano Previati, Antonio Franchi e Carlo Ferrario, Cennino Cennini e Jehan Georges Vibert, nonché di testi inediti di Giovanni Secco Suardo, Cosimo Conti, Fattori e Canova.
Contemporaneamente si dedicava alla stesura di dizionari biografici dedicati agli artisti italiani vissuti tra il 1750 e il 1950, componendo migliaia di utilissime, seppur brevi, schede sull'operato di artefici talvolta ingiustamente dimenticati: Primo e Secondo dizionario biografico di pittori restauratori italiani, Neo-medicei, Il Dizionario Faini, Scultori d'Accademia (1750-1915).
A sua volta pubblicava quale autore testi manualistici sulla foderatura delle tele, le tecniche, l'uso delle vernici, i supporti dei dipinti ed il loro restauro, il più noto dei quali resta L'abecedario del restauratore dei dipinti su carta, legno e tela. Questa esigenza - di tipo quasi “didattico” - nacque dopo essere divenuto, dal 1996, docente di restauro pittorico presso le Accademie di Belle Arti, dapprima a Ravenna e quindi a Carrara.
Come pittore nel frattempo egli applicava al suo sapido gusto “postmoderno”, nuove ricerche di tipo polimaterico, incollando sulla tela stucchi colorati e addirittura conchiglie, realizzando così singolari dipinti di ambientazione acquorea, spesso donati a musei e a pubbliche istituzioni, dai musei di Cento e Pieve di Cento alle raccolte comunali di Argenta.

### Ultimi anni di vita
Negli ultimi anni di vita Torresi decise di lasciare l'insegnamento, aprendo una propria “bottega d'arte” a Firenze, inaugurata nel 2006 con la mostra Etruria novecentesca. Opere d'arte toscana da una collezione sul XX secolo ma lo scarso successo commerciale incontrato dall'impresa lo scoraggiò ad un punto tale da decidere di smettere di pubblicare testi sull'argomento: l'ultimo significativo resta, nel 2007, Scriver d'arte, ambiziosa carrellata dedicata agli scritti stesi direttamente dagli artisti a partire dal ‘500.
Decise allora di dedicarsi alla letteratura d'invenzione, pur non abbandonando mai la pittura, pubblicando due romanzi nel 2011 mentre l'ultimo uscì postumo nel 2013. Altri suoi testi narrativi dattiloscritti sono conservati nell'archivio dei Musei Civici d'Arte Antica di Ferrara, al quale nel 2011 Torresi decise di lasciare 70 faldoni di documentazione (oltre alla sua Annunciazione ed altre opere di proprietà) sulla sua attività di artista e studioso, mentre altri documenti, assieme a sette acquarelli vennero donati contemporaneamente alla Biblioteca degli Uffizi a Firenze.
Sempre più disilluso, nello stesso anno vendette la propria “bottega d'arte”, assieme alla sua biblioteca e all'autovettura: l'11 dicembre 2012 morì improvvisamente all'età di 61 anni a causa di un malore da cui fu colto in una strada di Firenze prospiciente la stazione di Santa Maria Novella.
A Torresi furono dedicate alcune opere di artisti ferraresi e non, tra cui Antonio's Room (1981), olio su tela di George Soppelsa, il ritratto in terracotta di Alfredo Filippini (2001) ed il Ritratto di Antonio Torresi (2008) di Giorgio Balboni.

### Altre attività
Oltre ad essere docente, pittore e critico, riguardo alla sua attività di restauratore, tra i suoi ultimi lavori, vi sono nella primavera del 2012 la ripulitura ed il restauro di tre grandi tele inedite del pittore ferrarese Giorgio De Vincenzi, fino ad allora immagazzinate nella Delizia di Belriguardo ed ora facenti parte della Pinacoteca Ottorino Bacilieri sita nel Museo civico di Belriguardo.
Torresi fu anche illustratore di libri e scenografo. Riguardo l'illustrazione, lavorò ad una decina di libri, tra cui il logotipo della collana editoriale - teatrale I Suppositi (1988) mentre come scenografo, eseguì la scenografia del Bruto secondo di Vittorio Alfieri da allestire alla Sala polivalente del complesso di Palazzo Bevilacqua-Massari negli anni Ottanta.

## Principali esposizioni
- Eros tra mito e realtà, Milano (anni Ottanta)
- Neo-novecento, personale a due con Gabriele Turola, Museo Civico di Belriguardo, 2001
- Puerto Sebastian - Il mito di San Sebastiano nell'arte contemporanea, Renazzo di Cento, Museo Sandro Parmeggiani, 23/1 - 11/4/2010[41]
- San Sebastiano tra sacro e profano. 32 Artisti per il mito del Santo con le frecce, a cura di Lucio Scardino, Argenta, Ex-chiesa dei Cappuccini, 14/4 - 20/5/2012
- San Sebastiano tra sacro e profano. 20 Artisti per il mito del Santo con le frecce, a cura di Lucio Scardino, Ferrara, Palazzo Scroffa, 13/10 - 4/11/2012[42]
- La Maschera e il Gioco, a cura di Lucio Scardino, Ferrara, Sala Mediulanum, 2/2 - 16/3/2018[43]
- Nel mese di San Sebastiano, Ferrara, Galleria Cloister, 8-31/1/2019[44][45]

## Opere artistiche in collezioni pubbliche
Oltre a quelle già citate:
- Il musico della corte estense (1979) olio su tela, Bondeno, Pinacoteca Civica Galileo Cattabriga
- Proiezioni (Sera) (1980-1996) olio su tela, Lido di Spina, Museo Remo Brindisi[46]
- Aspettando l’alba (1987) olio su tela, Camera di Commercio di Ferrara
- La stanza di Odisseo (1987) olio su tela, Cento, Galleria d'arte moderna Aroldo Bonzagni
- La Storia visita l’Antiquarium di Voghiera (1988) olio su tela, Voghiera, Museo Civico, Delizia di Belriguardo
- La colline delle are (1989) Ravenna, M.A.R. - Museo d'Arte della Città[47]
- L'idolo prigioniero (1992) acquerello su carta, Bondeno, Pinacoteca Civica Galileo Cattabriga
- Il sole ride di Fetonte (1994) acquerello su cartoncino, Ferrara, Comune, Centro Civico di Pontelagoscuro
- Il bosco delle danzatrici (1999) acquerello su carta, Ro ferrarese, collezione Sgarbi
- Il vaso di Achille (2002) olio su tela, Comacchio, Comune, Biblioteca di Palazzo Bellini
- Icaro come Fetonte (2002) olio su tela, Ferrara, Comune, Centro Civico di Pontelagoscuro
- Gli amanti mediterranei (2005) olio e stucco su tavola, Pieve di Cento, Museo MAGI '900
- Sebastiano Marino (2010) tecnica mista su tavola, Argenta, Comune, Centro Culturale dei Cappuccini
- Sebastiano Marino n. 2 (2012) olio e conchiglie su tela, Argenta, Comune, Centro culturale dei Cappuccini
- Annunciazione, Ferrara, Musei Civici di Arte Antica
- L'orologio di de Chirico (s.d.) olio su tela, Portomaggiore, Comune
- Ferrara dentro l'acqua (s.d) olio su tela, Ferrara, Comune, Centro Civico di Pontelagoscuro
- Scena mediterranea(s.d) olio su tela, Pinacoteca Foresiana, Portoferraio[48]
- Alcune illustrazioni a tempera con tema Divina Commedia, Ravenna, Museo dantesco

## Opere (elenco parziale)
- Ragazza (1976) olio su tela, Firenze, collezione eredi Torresi
- Apollo e la luna (Tra le rovine di Atene) (1981) olio su tela, Ferrara, litografia Tosi
- La piscina (Allegoria) (1985) Bondeno, collezione Cestari
- Venere tra le nuvole (1985) olio su tela, Ferrara, collezione Andrighetti
- Le nuove muse inquietanti (1988) olio su tela, Ferrara, collezione Ceccato
- Inganno a Revere (L'agguato al mago Chiozzino) (1989) olio su tela, Ferrara, collezione Scardino
- Omaggio a de Chirico (1989) olio su tela, Ferrara, collezione Traina
- Via Guido Monaco, n. 20, Firenze (1995) tecnica mista su cartoncino, Ferrara, collezione Scardino[49]
- Reliquiario dannunziano di San Sebastiano (2008) acquerello su carta
- La Via Coperta a Pontelagoscuro (s.d.) acquerello su carta, Ferrara, collezione Savioli
- Omaggio a Cesare Laurenti (s.d.) olio su tela, Ferrara, collezione Scardino, già Gruppo Estense Parkinson
- Allegoria del Po (s.d.) olio su tela, Ferrara, collezione Savioli
- Il busto sul capitello (s.d.) olio su tela, Forlì, collezione Severi
- La piscina di Delfi (s.d.) olio su tela, Ferrara, collezione Scardino
- Le nuotatrici (s.d.) olio su tela, Ferrara, collezione Scardino
- Per Schifanoia (s.d.) olio su tela, Ferrara, collezione Scardino
- Incontro a mezzanotte (s.d.) Ferrara, ex collezione Turola
- A summer in a solitary beach (s.d.) olio su tela, Ferrara, collezione Stocchetti
- Il giardino sommerso (s.d.) olio su tela, Ferrara, collezione Voghenzi
- Arriva la primavera (s.d.) olio su tela, Ferrara, collezione Voghenzi
- Baci rubati (s.d.) olio su tela, Ferrara, collezione Voghenzi
- Classica allegoria (s.d.) olio su tela, Ferrara, collezione Govoni
- la nascita di Venere (s.d.) acquerello su carta, Carrara, collezione Galleni Pellegrini
- Il lido degli omosessuali (s.d.) (sul retro Bambola con palla), Lido di Classe, collezione privata
- La volta degli angeli (s.d.) olio su tela, Ferrara, collezione Pocaterra